# Arthroleptis tuberosus
Arthroleptis tuberosus är en groddjursart som beskrevs av Andersson 1905. Arthroleptis tuberosus ingår i släktet Arthroleptis och familjen Arthroleptidae. IUCN kategoriserar arten globalt som otillräckligt studerad. Inga underarter finns listade i Catalogue of Life.